# Cátedra Thomas A. Scott de Matemática
A Cátedra Thomas A. Scott de Matemática (em inglês:  Thomas A. Scott Professorship of Mathematics) é uma bolsa acadêmica concedida para a  Universidade da Pensilvânia. Foi estabelecida em 1881 pelo executivo ferroviário e financista Thomas A. Scott.

## Professores
- Ezra Otis Kendall, 1881–1899[2]
- Edwin Schofield Crawley, 1899–1933[2][3][4][5]
- George Hervey Hallett, 1933–1941[6]
- John Robert Kline, 1941–1955[6]
- Hans Rademacher, 1956–1962[6]
- Eugenio Calabi, 1967–1993[6]
- Shmuel Weinberger, 1994–1996[6]
- Herbert Wilf, 1998–2006[6]
- Charles Epstein, 1998–presente[6]